# Nombre d'Ursell
Le nombre d'Ursell est une quantité sans dimension introduite par Fritz Ursell en 1953 pour mesurer la non-linéarité d'une onde de Stokes. En fait cette quantité est déjà présente dans l'article original écrit par George Gabriel Stokes sur le sujet en 1847.

## Nombre d'Ursell
Ce nombre apparaît dans les ondes de Stokes de grande longueur d'onde λ devant la profondeur h du milieu liquide.
{\displaystyle U\,=\,{\frac {H}{h}}\left({\frac {\lambda }{h}}\right)^{2}\,=\,{\frac {H\,\lambda ^{2}}{h^{3}}},}
où H est la hauteur de l'onde.
Cette quantité représente, à une constante multiplicative près, le rapport des amplitudes au second et au premier ordre du développement en série de Fourier de la solution.